# 楊天宇
楊天宇（英語：Yeung Angus Tin Yue，1994年12月14日—），香港男演員，現為香港英皇娛樂男藝人。

## 生平
楊天宇於1994年在美國夏威夷出生。早年就讀香港九龍喇沙小學及喇沙書院，後畢業於美國西雅圖華盛頓大學，主修經濟，同時亦是一名運動健將，曾是校內排球隊、欖球隊及手球隊隊員。 畢業回港後，於2017年簽約為英皇娛樂藝人，擁有爆肌及六呎高模特兒身形，深受各大時裝雜誌歡迎。曾拍攝MV、微電影及雜誌封面等，第一部網絡劇集作品《PTU機動部隊》便已夥拍蔡卓妍、林峯、方中信飾演「PTU」一員。
2024年10月，楊天宇為男主角的電影《裡應外合》上映。

## 曾參與之演出

### 電影
| 年份   | 電影名         | 角色    | 合作演員                                                                           | 導演                     |
| 2021年 | 怒火           | 神婆    | 甄子丹、謝霆鋒                                                                     | 陳木勝                   |
| 2022年 | 神探大戰       | O記探員 | 劉青雲、林峯、蔡卓妍、陳家樂                                                       | 韋家輝                   |
| 2022年 | 一路瞳行       | Ryan    | 惠英紅、吳千語                                                                     | 朱鳳嫻                   |
| 2023年 | 超神經械劫案下 | 雞春    | 張敬軒、王菀之、白只、黃正宜、洪嘉豪、魏浚笙、張明偉、邱頌偉、郭思、歐陽仲豪、黎峻 | 應智贇                   |
| 2023年 | 電子靈         | 林子強  | 李靖筠、何珮瑜                                                                     | 梁碧芝                   |
| 2023年 | 速戰           | 馬善雄  | 劉暢、陳家樂、惠英紅                                                               | 鄧東明                   |
| 2023年 | 爆裂点         | 家驹    | 张家辉、陈伟霆                                                                     | 林超賢（總導演）、唐唯瀚 |
| 2023年 | 金手指         | 陳公子  | 劉德華、梁朝偉                                                                     | 莊文強                   |
| 2024年 | 海關戰線       | Ben     | 張學友、謝霆鋒、關智斌、衛詩雅                                                     | 邱禮濤                   |
| 2024年 | 裡應外合       | 徐澤明  | 張繼聰、馬思惠、周家怡、余安安、藍靖、莊鍶敏、高戰                                 | 袁劍偉                   |
| 待上映 | 怒火漫延       |         | 劉德華、謝霆鋒                                                                     | 郭子健                   |

### 電視劇
| 年份   | 劇名        | 角色   | 合作演員                       | 導演           |
| 2018年 | PTU機動部隊 | 陳樂生 | 林峯、蔡卓妍、方中信           | 何澍培         |
| 2020年 | 熟女强人    | Joe    | 吳家麗、胡杏兒、吳千語、何佩瑜 | 伍健雄         |
| 2022年 | 女法醫JD    | 洪嘉維 | 蔡卓妍、張孝全、鍾欣潼、關智斌 | 黃偉傑、王麗文 |
| 2023年 | 轉角浣紗街  | Terry  | 楊偲泳、吳肇軒、陳穎欣、湯怡   | 朱鳳嫻         |

### 微電影
| 年份   | 電影名 |
| 2018年 | 森魔   |

### MV
| 年份 | 歌名                              | 主唱   |
| 2017 | 較早前錄影 （页面存档备份，存于） | 吳浩康 |

### 綜藝節目
- 2018年：演員的品格（愛奇藝）
- 2018年：全民星戰（ViuTV）
- 2018年：喜出望外（奇妙電視）
- 2018年：食Guy（LKF.TV）
- 2020年：辣伙頭·開火 參賽者（ViuTV）
- 2024年：金像玩家（ViuTV）

## 廣告代言
| 年份   | 品牌           |
| 2019年 | ULOS]          |
| 2018年 | Popeye X BSX ] |
| 2015年 | 宏利保險       |
| 2013年 | IELTS          |

## 外部連結
- 楊天宇的Facebook專頁
- 楊天宇的Instagram帳戶
- 楊天宇的Youtube channel
- 楊天宇的新浪微博